# Rhipidogammarus gomeranus
Rhipidogammarus gomeranus is een vlokreeftensoort uit de familie van de Gammaridae. De wetenschappelijke naam van de soort is voor het eerst geldig gepubliceerd in 1994 door Beyer & Stock.